# Шомін Микола Олександрович
Микола Олександрович Шомін (10 квітня 1923, село Дмитряшевка Землянського повіту Воронезької губернії, сучасний Хлевенський район Липецької області, Російська Федерація — 9 листопада 1994, місто Харків) — радянський діяч, конструктор танкової техніки, генерал-лейтенант-інженер, головний конструктор виробничого об'єднання «Завод імені Малишева» у місті Харкові. Герой Соціалістичної Праці (11.04.1983). Кандидат технічних наук. Депутат Верховної Ради СРСР 11-го скликання.

## Біографія
Народився в родині службовця. У 1940 році закінчив середню школу.
З 1940 року — в Червоній армії. У 1941 році закінчив Харківське бронетанкове училище імені Сталіна.
Учасник німецько-радянської війни з жовтня 1941 року. Воював на Західному, Брянському, Центральному, Південному і 4-му Українському фронтах. Був важко поранений у лютому 1942 року. З березня 1943 по 1944 рік — помічник командира танкового батальйону з технічної частини 79-ї танкової бригади 19-го танкового корпусу. Член ВКП(б) з 1943 року.
У 1944—1949 роках — слухач Військової академії бронетанкових і механізованих військ Радянської армії імені Сталіна.
У 1949—1968 роках — інженер-конструктор, керівник конструкторського бюро, заступник головного конструктора конструкторського бюро при заводі № 117 (потім — Уральського конструкторського бюро транспортного машинобудування при «Уралвагонзаводі») міста Нижнього Тагілу Свердловської області. Брав участь у створенні та модернізації танків Т-54, Т-55, Т-62 та ін.
У 1968—1976 роках — заступник головного конструктора КБ-60 Харківського заводу транспортного машинобудування імені Малишева.
У травні 1976—1979 роках — начальник — головний конструктор КБ-60 (Харківського конструкторського бюро із машинобудування імені Морозова) Харківського заводу транспортного машинобудування імені Малишева. У 1979—1990 роках — начальник — головний конструктор Харківського конструкторського бюро із машинобудування імені Морозова при Харківському виробничому об'єднанні «Завод імені Малишева» у місті Харкові. Брав участь у створенні та модернізації танків Т-64, Т-64А, Т-80У, Т-80УД та ін.
З 1990 року — у відставці. Проживав у місті Харкові, де й похований на цвинтарі № 3.

## Звання
- генерал-майор-інженер
- генерал-лейтенант-інженер (1986)

## Нагороди
- Герой Соціалістичної Праці (11.04.1983)
- два ордени Леніна (29.08.1969, 11.04.1983)
- орден Жовтневої Революції (15.09.1976)
- два ордени Вітчизняної війни ІІ ст. (17.01.1944, 11.03.1985)
- три ордени Червоної Зірки (19.07.1943, 26.04.1944,)
- медалі
- Лауреат Ленінської премії (1978)